# فض اعتصامي رابعة العدوية والنهضة
فض اعتصامي رابعة العدوية والنهضة كما تُعرف باسم مذبحة رابعة هو عملية عسكرية حدثت في 14 أغسطس 2013، حيث قامت قوات الشرطة والجيش بالتحرك لفض اعتصامات المعارضين لانقلاب 3 يوليو 2013 في مصر. الاعتصامات الرئيسية كانت في ميدان رابعة العدوية في القاهرة وميدان النهضة بالجيزة. اختلفت التقديرات حول عدد القتلى والمصابون في الأحداث حيث جاء تقرير وزارة الصحة المصرية بـ 670 قتيلًا ونحو 4400 مصابًا من الجانبين، في حين وثقت هيومن رايتس ووتش مقتل ما بين 904 إلي 1000+ منهم 817 في ميدان رابعة، و87 في ميدان النهضة. وصفت منظمة هيومن رايتس ووتش ما حدث بأنه على الأرجح جرائم ضد الإنسانية وأخطر حوادث القتل الجماعي غير المشروع في التاريخ المصري الحديث. نفت الحكومة المصرية ومنظمات حقوق الإنسان المصرية هذا التقرير ووصفته بأنه مسيس. قدم محمد البرادعي نائب الرئيس المؤقت عدلي منصور، الذي قام بتعيينه وزيرُ الدفاع في بيان الانقلاب، استقالته احتجاجا على الأحداث.
ووقعت أعمال عنف على إثر ذلك في العديد من المحافظات المصرية، حيث ذكرت بعض وسائل الإعلام الحكومية قيام بعض مؤيدي محمد مرسي بحرق 21 قسم شرطة و4 كنائس. وأعلنت الرئاسة حالة الطوارئ لمدة شهر وحظر التجول في عدة محافظات مصرية ابتداء من الساعة التاسعة مساءً وحتى الساعة السادسة صباحاً.

## الأحداث
بعد اعتصام عدد كبير من مؤيدي الرئيس المعزول محمد مرسي لمدة 45 يوما في عدة ميادين، وفي الساعة السادسة والنصف صباحا من صباح يوم الأربعاء 14 أغسطس 2013 بدأ تحرك قوات من الشرطة تجاه المعتصمين في ميداني رابعة العدوية بالقاهرة وميدان نهضة مصر بالجيزة وأغلقت الطرق المؤدية إليهما، وصاحبت القوات جرافات للعمل على إزالة حواجز وضعها المعتصمون. قبل بدء العملية، أعلنت الشرطة أنها ستوفر ممرات آمنة لخروج المعتصمين. ثم تبع ذلك في حوالي الساعة الثامنة صباحا إطلاق كميات كبيرة من القنابل الدخانية المسيلة للدموع، وفي حوالي التاسعة صباحا تقدمت قوات الشرطة لفض اعتصام ميدان نهضة مصر أولًا، وصاحبت الشرطة مجموعات باللباس المدني أزالت الخيام واللافتات المؤيدة للرئيس المعزول. أظهرت الشرطة مقاطع فيديو تبين العثور على أسلحة وذخائر داخل نعوش في الاعتصام.
تضاربت الإحصائيات لأعداد الضحايا وقالت قناة الجزيرة أن القتلى بلغ أكثر من 120 شخصاً وآلاف الجرحى بميدان رابعة العدوية من المؤيدين للرئيس المعزول محمد مرسي، خلال محاولة قوات الأمن فض الاعتصام بالقوة صباح اليوم ونقلت الجزيرة تصريح شخص عُرف على أنه منسق المستشفى الميداني في رابعة العدوية، قال إن عدد القتلى 2200 قتيل. بينما ذكرت مصادر وزارة الصحة أعدادا أقل في حدود 120 شخصا، بعد فض اعتصام ميدان النهضة بالكامل، أقيم اعتصام جديد في ميدان مصطفى محمود في الجيزة. يوم الخامس عشر، ذكرت وزارة الصحة أن 578 قتيلًا و4201 مصابًا سقطوا كحصيلة لجميع الاشتباكات على مستوى الجمهورية يومي الرابع عشر والخامس عشر.
ووثق كتاب مجزرة رابعة بين الرواية والتوثيق في إصداره الثاني 802 قتيلاً في أحداث فض اعتصام رابعة العدوية.
وقد وصفت منظمة هيومن رايتس ووتش استخدام قوات الأمن المصرية للقوة في فض الاعتصامات أنه أسوأ حادث قتل جماعي التاريخ المصري الحديث.

## ما بعد فض الاعتصامات
أوقفت الحكومة حركة كافة القطارات في جميع المحافظات. وفرضت حظر التجول في 14 محافظة وأعلنت وزارة الداخلية حالة الطوارئ في مراكزها وأقسامها بعد تعرض عدد من المنشآت الشرطية والكنائس وبعض المبانى لاعتداءات وتفجيرات وحرائق اتُّهِمَ بها الإخوان المسلمون، وذكرت في بيان لها أنها رصدت تعليمات من قيادات للإخوان المسلمين لمهاجمة مقرات الشرطة. مساء يوم 14 أغسطس، عقد وزير الداخلية محمد إبراهيم مؤتمرًا صحفيًا أعلن فيه مقتل 43 شرطيًا و149 مدنيًا. قال الوزير إن الشرطة «استخدمت أسلوب التدرج مع المعتصمين باستخدام مكبرات الصوت وخراطيم المياه والغاز، قبل أن تتفاجأ بالتحصينات التي اتخذها المعتصمون ولجوئهم إلى استخدام السلاح الحي والخرطوش، في ميدان رابعة العدوية».
في يوم الجمعة 16 أغسطس دعا التحالف الوطني لدعم الشرعية في مصر إلى مظاهرات اليوم الجمعة تحت شعار «مليونية الغضب» وذلك بعد صلاة الجمعة على أن يتجمع المتظاهرون في ميدان رمسيس بقلب القاهرة. وفي جانب آخر، دعت حركة تمرد المواطنين المصريين لتشكيل لجان شعبية يوم الجمعة والنزول في كل شارع وحي لحماية البيوت والمساجد والكنائس.

## ردود الفعل

### ردود الفعل الداخلية

شعار رابعة شعار ظهر بعد فض اعتصامي رابعة العدوية والنهضة تضامنًا مع ضحايا الاعتصام

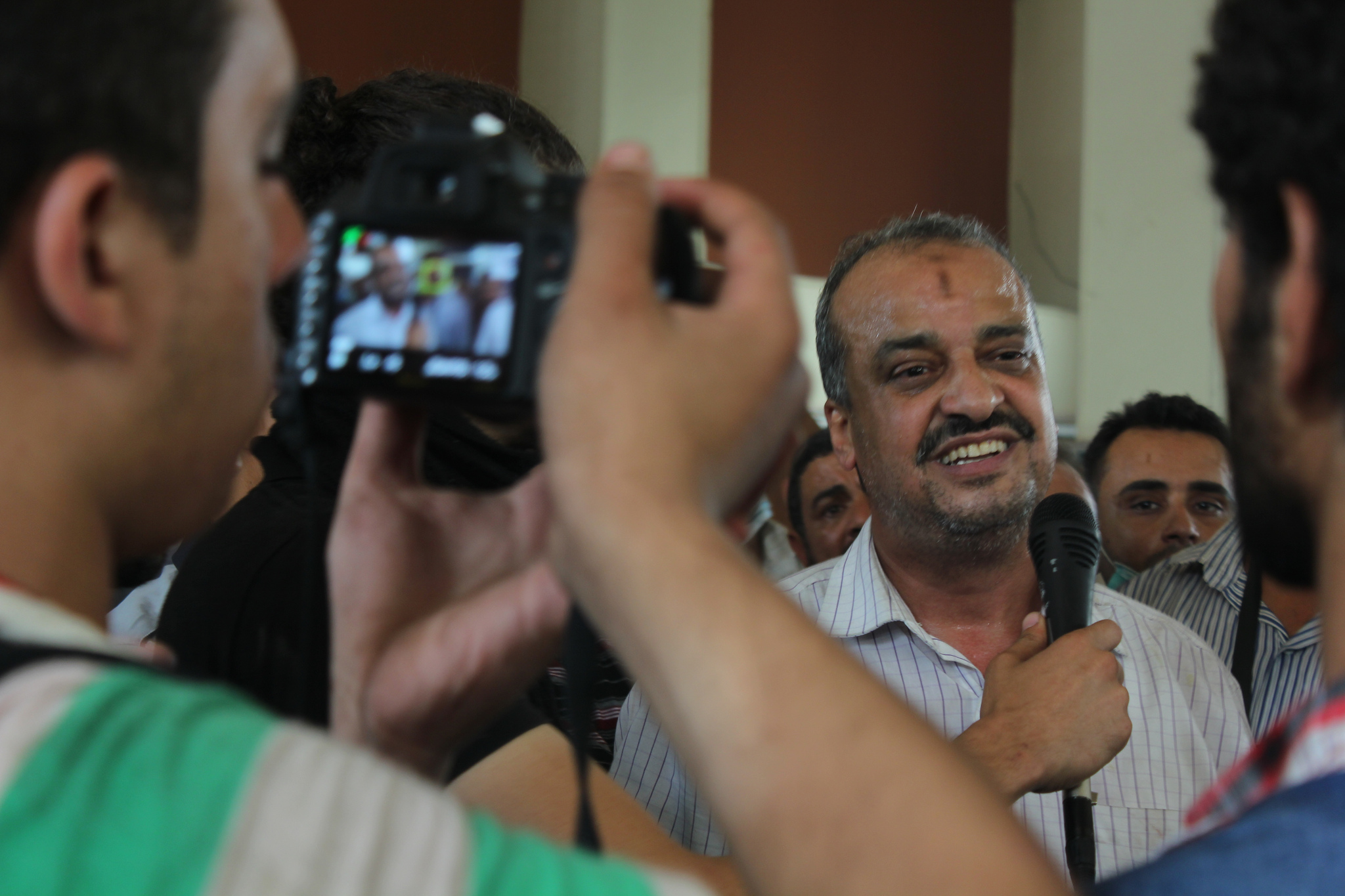
حديث محمد البلتاجي لوسائل الإعلام بعد مقتل ابنته أسماء البلتاجي في بداية فض الاعتصام

- - حزب مصر القوية: حمل حزب مصر القوية السلطات المصرية مسئولية سقوط ضحايا نتيجة فض اعتصامي رابعة العدوية وميدان النهضة، مشيرًا إلي أن ما يحدث «جريمة أمام الله والتاريخ».[35]
- - حزب النور: قال شريف طه المتحدث باسم الحزب إن فض الاعتصام بالقوة لن يساعد على حل الأزمة بل يعقدها. وقال أمين الحزب جلال مرة إن الحزب يبرأ إلى الله مما يحدث ويتبرأ منه ومن كل من شارك وساعد فيه.[36]
- شيخ الأزهر أحمد الطيب: أصدر بيانًا قال فيه إنه لم يعلم بفض الاعتصام إلا من وسائل الإعلام، ودعا إلى عدم إقحام الأزهر في الخلاف السياسي. كما دعى إلى تغليب المصلحة الوطنية والاستجابة لجهود المصالحة.[37]
- قدم نائب الرئيس محمد البرادعي استقالته وذكر في بيان الاستقالة: «لقد أصبح من الصعب عليَّ أن أستمر في حمل مسؤولية قرارات لا أتفق معها وأخشى عواقبها، ولا أستطيع تحمل مسؤولية قطرة واحدة من الدماء أمام الله ثم أمام ضميري ومواطني، خاصة مع إيماني بأنه كان يمكن تجنب إراقتها».[19] هذه الاستقالة استثارت ردود فعل مستنكرة لها، حيث وصفت حركة تمرد الاستقالة بأنها هروب من المسؤولية.[38]
- القيادي بحزب الحرية والعدالة عصام العريان: وصف عملية فض رابعة أنها معركة حقيقية غير متكافئة بين عُزَّل، لا يملكون شيئاً يدافعون به عن أنفسهم، وجيش من البوليس تدعمه قوات وطائرات تحلّق فوقنا، وسيسقط مئات الشهداء وسيندحر الهجوم، وتبقى إرادتنا حرة لا تنكسر أبداً تحت جنازير المدرعات لنحيا أحراراً.[39]
- أعلنت جماعة أنصار بيت المقدس في سيناء عن ما أسمته بـ «غزوة الثأر لمسلمي مصر» وشمل مجموعة هجمات مسلحة ضد الشرطة والجيش وتفجيرات واغتيالات علي رأسها اغتيال محمد مبروك المسؤول عن النشاط الديني في قطاع أمن الدولة ومحاولة اغتيال وزير الداخلية محمد إبراهيم بسيارة مفخخة واغتيال محمد السعيد المستشار الفني لوزير الداخلية محمد إبراهيم ومحاولة اغتيال وزير الدفاع عبد الفتاح السيسى عبر سيارة مفخخة يقودها انتحاري[40][41]، وأعلنت مسؤوليتها رسميًا عن تفجير مديرية أمن الدقهلية ومديرية أمن القاهرة ومديرية أمن جنوب سيناء ومكتب المخابرات الحربية بالإسماعيلية ومكتب المخابرات الحربية بالشرقية ضمن سلسلة إصدارات «غزوة الثأر لمسلمي مصر».[42][43][44]

### ردود الفعل الخارجي
- الاتحاد الأوروبي: قال متحدث باسم مفوضة الشئون الخارجية في الاتحاد كاثرين آشتون أن أنباء سقوط القتلى تثير قلقًا بالغًا، وأن العنف لن يؤدي إلى حل، وطالب الحكومة المصرية بالتحلى بالضبط النفس.[45] لاحقًا قالت كاثرين أشتون إن العنف جعل مصر تتجه إلى مستقبل غير مؤكد، ودعت إلى إنهاء حالة الطوارئ «بأسرع ما يمكن للسماح باستئناف الحياة الطبيعية».[46] في 21 أغسطس أعلن الاتحاد الأوروبي تعليق ترخيص تصدير الأسلحة التي قد تستخدم في القمع الداخلي في مصر.[47]
- قطر: قطر تتمنى على كل من بيده السلطة والقوة أن يمتنع عن الخيار الأمني.[48]
- الاتحاد الإفريقي: كان من المقرر أن يرسل الاتحاد الأفريقي لجنةً تضم رئيس مالي السابق ألفا عمر كوناري، ورئيس بوتسوانا السابق فيستوس موغاي، ورئيس وزراء جيبوتي السابق دليطة محمد دليطة، من بين آخرين، للمساعدة في إيجاد حل للصراع. وقد زارت اللجنة مصر من نهاية يوليو إلى أوائل أغسطس. قال المتحدث باسم الاتحاد الأفريقي، القاسم وان: "لقد راسلنا السلطات المصرية المؤقتة رسميًا لإبلاغها بنية اللجنة العودة إلى مصر، ونتطلع إلى تعاون السلطات المؤقتة وجميع المصريين. ومن المقرر أن تعود اللجنة إلى مصر في وقت مبكر من هذا الأسبوع. وقد حثّ مجلس السلم والأمن على تسريع الاستعدادات لعودة اللجنة إلى مصر. إن أي استقطاب متزايد في الوضع في مصر أو تصعيد للعنف سيكون له آثار بعيدة المدى على مصر والمنطقة والقارة الأفريقية ككل. ولهذا السبب يبذل الاتحاد الأفريقي جهودًا متواصلة للمساهمة في الجهود الجارية، بناءً على مسؤولية الجهات المعنية المصرية نفسها."[49][50]
- الإمارات العربية المتحدة: أصدرت وزارة الخارجية بيانًا قالت فيه إنها «تتفهم الإجراءات السيادية التي اتخذتها الحكومة المصرية». وأضاف البيان «مما يدعو للأسف، أن جماعات التطرف السياسي أصرت على خطاب العنف والتحريض وعلى تعطيل المصالح العامة وتقويض الاقتصاد المصري مما أدى إلى الأحداث المؤسفة اليوم».[51]
- الأمم المتحدة: أدان الأمين العام للأمم المتحدة بان كي مون استخدام العنف ضد المتظاهرين. وقال المتحدث باسم بان إن الأمين العام "يدين بأشد التعابير حزما أعمال العنف التي وقعت في القاهرة عندما استخدمت قوات الأمن المصرية القوة ضد المتظاهرين". وعقدت جلسة مغلقة في مجلس الأمن حول الأحداث، طلبت عقدها كل من بريطانيا وفرنسا وأستراليا. ذكرت رئيسة المجلس أن الأعضاء رأوا أنه من المهم إنهاء العنف في مصر وأن تمارس الأطراف أقصى درجات ضبط النفس."[52]
- أفغانستان:
  - حركة طالبان: دانت حركة طالبان الأفغانية العنف في مصر، مطالبة بعودة الرئيس المعزول محمد مرسي إلى الحكم، ودعت المنظمات الدولية لوقف الأحداث الوحشية.[53] وأصدرت بياناً وقعه إمارة أفغانستان الإسلامية دعا فيه المنظمات الدولية إلى اتخاذ خطوات عملية لوقف العنف و«عدم الاكتفاء بإدانة هذا الحادث الوحشي».[54]
- الولايات المتحدة: أدان البيت الأبيض «بقوة» لجوء قوات الأمن إلى العنف ضد المتظاهرين في مصر، وانتقد إعلان حالة الطوارئ في البلاد، وقال مساعد المتحدث باسم البيت الأبيض جوش أرنست «إن الولايات المتحدة تدين بقوة استخدام العنف ضد المتظاهرين في مصر»، داعيًا الجيش المصري إلى التحلي «بضبط النفس». في 15 أغسطس، ألقى الرئيس الأميركي باراك أوباما خطابًا حول الأحداث المصرية قال فيه «إن الولايات المتحدة تدين بقوة الخطوات التي اتخذتها الحكومة المصرية ضد المدنيين»، ودعا السلطات في مصر إلى احترام الحقوق العالمية للإنسان وإلغاء حالة الطوارئ والبدء بحوار شامل. وقرر إلغاء مناورات النجم الساطع بين الجيشين الأميركي والمصري التي كانت مقررة الشهر التالي، قائلًا إن «تعاوننا التقليدي مع مصر لا يمكن أن يستمر كما هو والمدنيون يقتلون في الشوارع» مؤكدًا أن «مصر تسلك طريقًا خطيرًا».[55]
- تركيا: أصدر مكتب رئيس الوزراء التركي رجب طيب أردوغان بيانًا جاء فيه «الأسرة الدولية وعلى رأسها مجلس الأمن الدولي والجامعة العربية، يجب أن توقف هذه المجزرة فورا» وأشار البيان إلى أن «موقف الأسرة الدولية أدى فقط إلى تشجيع الحكومة الحالية على تدخلها اليوم».[56] وقال الرئيس عبد الله غل للصحفيين في العاصمة التركية أنقرة إن "ما حدث في مصر تدخلًا مسلحًا ضد مدنيين يتظاهرون لا يمكن أن يقبل إطلاقًا" داعيًا كل الأطراف إلى الهدوء.[56]
- ألمانيا: قال وزير الخارجية جيدو فيسترفيله: «نطالب جميع الأطراف بالعودة بشكل شامل إلى عملية سياسية تضم كل القوى السياسية».[46]
- المملكة المتحدة : قال الناطق الرسمي باسم وزارة الخارجية البريطانية في تصريح خاص للجزيرة نت إن حكومته تشعر بقلق عميق إزاء التقارير الواردة من القاهرة، وأوضح الناطق الرسمي أن الحكومة تحث على الحوار من أجل التوصل إلى حل سلمي، مشيرا إلى حديث وزير الخارجية في 27 يوليو/تموز، عن أن الوقت مناسب الآن للحوار وليس المواجهة.[56]
- فرنسا: أدانت فرنسا أعمال العنف الدامية التي وقعت في مصر، ودعت إلى وضع حدّ فوري للقمع، جاء ذلك في بيان لوزير الخارجية الفرنسي لوران فابيوس، وأضاف فابيوس أن القوة ليست هي الحل، ودعت فرنسا جميع الأطراف من الأحزاب المصرية إلى رفض العنف والبدء في الحوار لجميع القوى السياسية المصرية لغرض إيجاد حل ديمقراطي لهذه الأزمة الخطيرة.
- إيران: أدّانت إيران فض إعتصامي ميداني رابعة العدوية والنهضة ووصفت الخارجية الإيرانية فضّ اعتصام رابعة العدوية والنهضة بـ«المجزرة التي ترتكب بحق الشعب المصري»، وأدانت في بيان لها «أحداث العنف المؤسفة والمجزرة التي ترتكب بحق الشعب المصري»، وأضافت أن «التوجه الجديد في أحداث مصر يرفد إمكانية نشوب حرب أهلية في هذا البلد الإسلامي الكبير مصر» ودعت كافة الأطراف إلى «ضبط النفس» محذرة من «التداعيات الخطيرة لما يجري في مصر على المنطقة بأسرها» وأضافت أن «العدو الصهيوني والفصائل المتطرفة والعميلة للاستكبار العالمي التي لم تسميها تعد المستفيد الأول مما يجري في مصر».[57]
- الصين: دعت كافة الفرقاء في مصر إلى ضبط النفس واللجوء إلى الحوار لحلّ الخلافات.
- تونس: ندّدت الحكومة بشدّة بما سمتها الاعتداءات التي استهدفت المعتصمين بالساحات المصرية. وعبّر المتحدث باسمها نور الدين البحيري عن شجب مجلس الوزراء جرائم القتل بحقّ متظاهرين سلميين.
- السودان: أدان بيان صادر عن وزارة الخارجية السودانية أعمال العنف التي صاحبت فض الاعتصاميْن في القاهرة مؤكدا أن السودان يتابع تطورات الأوضاع بكل اهتمام وحرص.[58]
- الفاتيكان: البابا فرنسيس يرفع الصلاة في كاستيل غاندولفو قرب روما «من أجل ضحايا» العنف الدامي في مصر و«من أجل السلام والحوار والمصالحة».
- إيطاليا: اعتبرت وزيرة الخارجية الإيطالية إيما بونينو أن تدخل الشرطة «لا يسهم في إيجاد تسوية» ودعت قوات الأمن إلى المزيد من «التحكم في النفس» وقالت «إنني أشعر بحزن عميق إزاء ما يجري في مصر وإزاء الخسائر في الأرواح البشرية هناك، كنت أتمنى أن تخلو الميادين التي جرت فيها الاعتصامات بمجرد أن تتوصل الأطراف لاتفاق وليس من خلال تدخل الشرطة، وهو ما لا يسهل التوصل إلى حل للأزمة السياسية وأنا أناشد كل القوى المصرية أن تبذل كل ما في وسعها لوقف العنف الذي اندلع هناك، وتجنب حمام الدم، ويتعين على كل قوى النظام أن تمارس أقصى درجات ضبط النفس، ويتعين على الجميع أيضاً أن يتجنبوا أي شكل من أشكال التحريض على العنف».[59]
- روسيا: قالت الخارجية الروسية في بيان لها: «في هذه المرحلة الصعبة التي تشهدها مصر، ندعو جميع القوى السياسية في هذا البلد الصديق إلى التحلي بضبط النفس، بهدف تجنب تصعيد جديد للتوتر وسقوط ضحايا آخرين»، كما دعت كل الأطراف المصريين إلى الحوار.
- الدنمارك: صرح وزير المساعدة على التنمية كريستيان فريس باخ أن للدانمارك مشروعان (4 ملايين يورو) بتعاون مباشر مع الحكومة والمؤسسات العامة المصرية سيتم تعليقهما.
- الإكوادور: وزارة الخارجية تقول في بيان مقتضب إن الشعب المصري اختار مرسي زعيما له بشكل دستوري.[60]
- السعودية: دعا الملك عبد الله بن عبد العزيز آل سعود المصريين والعرب والمسلمين إلى التصدي لكل مَنْ يحاول زعزعة أمن مصر، مؤكداً أن السعودية شعباً وحكومة تقف مع مصر ضد ما وصفه بالإرهاب والضلال والفتنة.[61] وتحدث موضحا دعمه ومساندته لمصر وشعبها ورفض أي تدخل في شئونها واستعداد بلاده لدعم مصر.[62] كما قام بارسال ثلاثة مستشفيات ميدانية كاملة الأطقم والمعدات للمساعدة في علاج مصابي المصادمات.
- الإمارات العربية المتحدة: أعلنت دعم مصر الشقيقة وسيادة الدولة المصرية ضد من يوقدون نار الفتنة ويثيرون الخراب فيها أكدت أنها تدعم دعوة خادم الحرمين الشريفين لعدم التدخل في شؤون مصر الداخلية.[62]
- الأردن: أكد وزير الخارجية الأردني، أن الأردن يقف إلى جانب مصر الشقيقة في سعيها الجاد نحو فرض سيادة القانون وإعادة الاستقرار لشعبها العريق وتحقيق إرادته في نبذ الإرهاب وكل محاولات التدخل في شؤونه الداخلية.[62]
- البحرين: أكدت في بيان على الدعم الكامل لما ورد في تصريحات خادم الحرمين الشريفين تجاه كل من يحاول المساس بشؤون مصر الداخلية وحقها الشرعي في الدفاع عن المصالح الحيوية للشعب المصري الشقيق ورعايتها والمحافظة عليها.[62]
- الكويت: دعمت دولة الكويت الإجراءات التي تقوم بها الحكومة المصرية للحفاظ على الأمن والاستقرار وتحقيق ما عبر عنه الشعب المصري من آمال وتطلعات.[62]

### احتجاجات عربية ودولية

#### عربياً
- فلسطين: في قطاع غزة شارك عشرات من الشبان الفلسطينيين في مسيرةِ تضامنٍ مع الشعب المصري، رافعين العلمين الفلسطيني والمصري. وردد المشاركون في المسيرة هتافات طالبت المجتمع الدولي بحماية الشعب المصري، كما شارك عشرات من رابطة علماء فلسطين في مسيرة احتجاج وسط مدينة غزة، للتنديد بالأحداث الدامية التي تشهدها محافظات مصرية عدة. واستنكر المشاركون في المسيرة ما قالوا إنها مجرزة ترتكب ضد معتصمين ومتظاهرين تسلميين، وطالبوا علماء العالم الإسلامي بتحمل مسؤولياتهم إزاء ما يجري في مصر. وتظاهر أيضا عشرات من نشطاء الحركة الإسلامية داخل الخط الأخضر قبالة السفارة المصرية في تل أبيب، احتجاجا على فض اعتصاميْ رابعة العدوية وميدان النهضة بالقوة. ووصفت الحركة الجيش المصري بأنه «عصابة من الفاشيين والانقلابيين الدمويين». وقالت إن الجيش يريد إلغاء شرعية المؤسسات الرسمية المنتخبة بالقوة والعربدة والبلطجة، على حد وصفها.
- تونس: قام أنصار حركة النهضة بوقفة احتجاج أمام سفارة مصر بتونس، تنديدا بالمجازر التي قالوا إن قوات الأمن والجيش ارتكبتها أثناء فض الاعتصامات. ورفع المتظاهرون شعارات مندّدة بالاعتداء على المعتصمين وبالانقلاب على إرادة الشعب المصري.
- المغرب: جاءت شعارات التنديد خلال وقفة احتجاج وسط العاصمة المغربية الرباط، وردد المشاركون في الوقفة هتافات تطالب بتنحي الفريق أول عبد الفتاح السيسي، وبعودة الشرعية المتمثلة في الرئيس محمد مرسي.
- موريتانيا: خرج مئات من المتظاهرين في العاصمة نواكشوط تنديدا بالمجازر البشعة التي ارتكبتها السلطات المصرية بحق المعتصمين في ميدان رابعة العدوية.
- اليمن: في مدينة تعز جنوبي اليمن، خرج الآلاف من اليمنيين في مسيرة جابت شوارع المدينة انطلاقاً من ساحة الحرية، للتنديد بالمجزرة بحق المعتصمين السلميين في ميادين مصر المختلفة. وحمّلوا من وصفوهم بالانقلابيين كامل المسؤولية عن ما يحدث من إراقة دماء وإزهاق للأرواح.
- لبنان: وفي لبنان تظاهر مئات من أنصار الجماعة الإسلامية أمام السفارة المصرية في بيروت، تضامنا مع حركة الإخوان المسلمين، واستنكارا لاستخدام العنف ضد المعتصمين السلميين.
- الأردن: في العاصمة الأردنية عمان، نظم مئات من الأردنيين اعتصاما في محيط السفارة المصرية احتجاجاً على فض اعتصامي رابعة العدوية والنهضة وسقوط مئات القتلى والجرحى في صفوف المعتصمين السلميين.[63]
- الكويت: اعتصم مئات الأشخاص - بينهم نواب سابقون - أمام القنصلية المصرية بالكويت، منددين بقتل المعتصمين السلميين في مجازر فض اعتصامي رابعة والنهضة بمصر.[64]

#### دولياً
- المملكة المتحدة: شهدت العاصمة البريطانية لندن مظاهرة حاشدة أمام مقر رئاسة الوزراء بمشاركة مئات من أبناء الجاليات وناشطي سلام للتنديد بما سماه المحتجون مذابح ترتكب بحق المتظاهرين السلميين.

وتميزت المظاهرة بمشاركة اليسار البريطاني لأول مرة، خاصة من خلال «تحالف أوقفوا الحرب» ومنظمات يسارية، في حين تجري منظمات سياسية محادثات لتوحيد موقفها حول ما يجري بمصر.
- إندونيسيا : صرّح الرئيس سوسيلو بامبانغ يودويونو بأنّ استخدام قوات الأمن للقوة المفرطة، على ما يبدو، يتنافى مع القيم الديمقراطية والإنسانية. ودعا جميع الأطراف إلى "التوصل إلى تسوية والسعي إلى حلٍّ يرضي الجميع".[66] خرج المئات في مظاهرات سلمية احتجاجا على استخدام السلطات المصرية القوة مع المعتصمين، ونادى المتظاهرون باحترام حقوق الإنسان وإيقاف ما وصفوه بالمجزرة، وحمل آخرون صور عدد من ضحايا فض الاعتصامات في الميادين المصرية.
- ماليزيا: تظاهر المئات من الماليزيين أمام السفارة المصرية في كوالالمبور، وسلم ممثلون عنهم مذكرة للسفارة تندد بما وصفوه بجرائم ضد الإنسانية ارتكبها الجيش المصري في حق مدنيين عزل.[67]

## أشهر الضحايا

أسماء محمد البلتاجي إحدى ضحايا فض الاعتصام.

- أسماء محمد البلتاجي (3 يناير 1996 - 14 أغسطس 2013) ابنة القيادي الإخواني محمد البلتاجي، ولدت في 3 يناير 1996 وقُتلت في يوم الأربعاء 14 أغسطس 2013 أثناء فض اعتصامي رابعة العدوية والنهضة بمصر وهي تبلغ من العمر 17 عاما.[68] تعتبر البنت الوحيدة لمحمد البلتاجي ولها 4 من الأشقاء، كانت تدرس في الصف الثالث علمي لحظة وفاتها وذكرت أنها تحلم بدخول كلية الطب والالتحاق بنشاطات الإغاثة العالمية.[68] شاركت في ثورة 25 يناير، كما شاركت أيضاً في أحداث شارع محمد محمود، رغم أن جماعة الإخوان لم تشارك تنظيمياً في تلك الأحداث واكتفت بشجب عنف الداخلية [69] لم تشارك أسماء في بداية اعتصام رابعة العدوية، لكنها شاركت فيه عقب عزل محمد مرسي، وكان آخر ما كتبته عبر صفحتها علي فيس بوك: «هم بَيَتونا بالوتير هجداً، وقتلونا ركعاً وسجداً، وهم أذل وأقل عددا، فادع عباد الله يأتوا مدداً..في فيلق كالبحر يجري مزيداً». تروي إحدى المشاركات في اعتصام رابعة العدوية أنها شاهدت أسماء قبل ساعة من مقتلها، أثناء فض الاعتصام في 14 أغسطس 2013، وأن أسماء كانت تقوم لمتابعة الجرحى وإسعاف المصابين. روت مصادر مقربة منها أن آخر ما نطقت به كان «أثبتوا فإن النصر قريب، ولا تتركوا الثورة للعسكر» وقد تم قنصها برصاص حي في الصدر.[70] تمت الصلاة عليها في مسجد السلام بمدينة نصر بالقاهرة وسط مشاركة المئات في جنازتها، وأمَّ المصلين أخوها الأكبر عمار البلتاجي. ولم يتمكن أبوها من حضور الجنازة، لكن كتب في صفحته على موقع فيسبوك رسالة رثى فيها ابنته.[71]

## معرض صور
صور ضحايا فض الاعتصام في المستشفي الميداني في مسجد رابعة العدوية

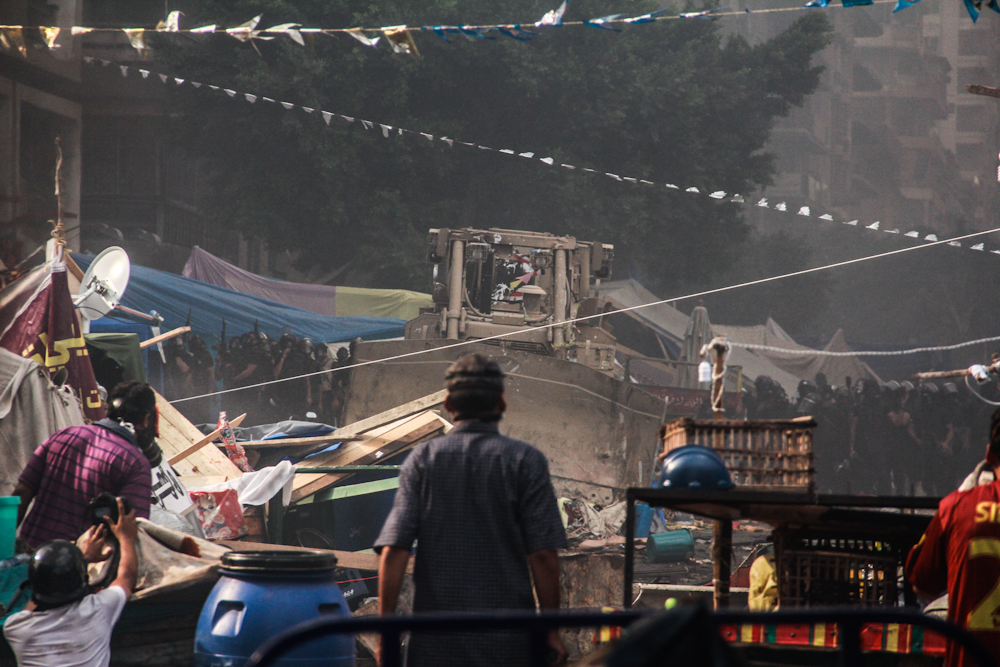
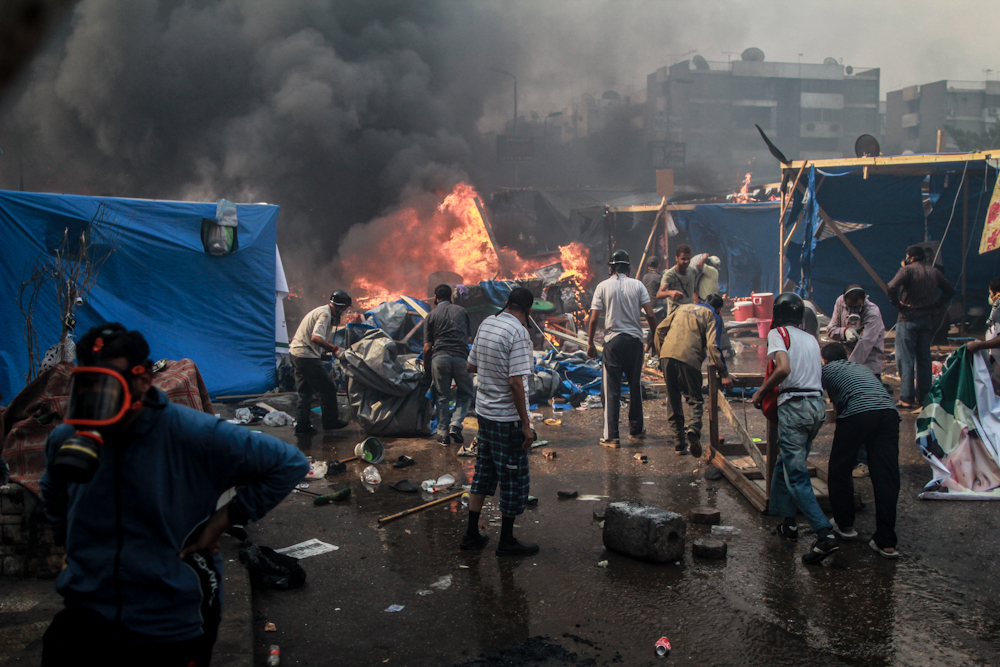
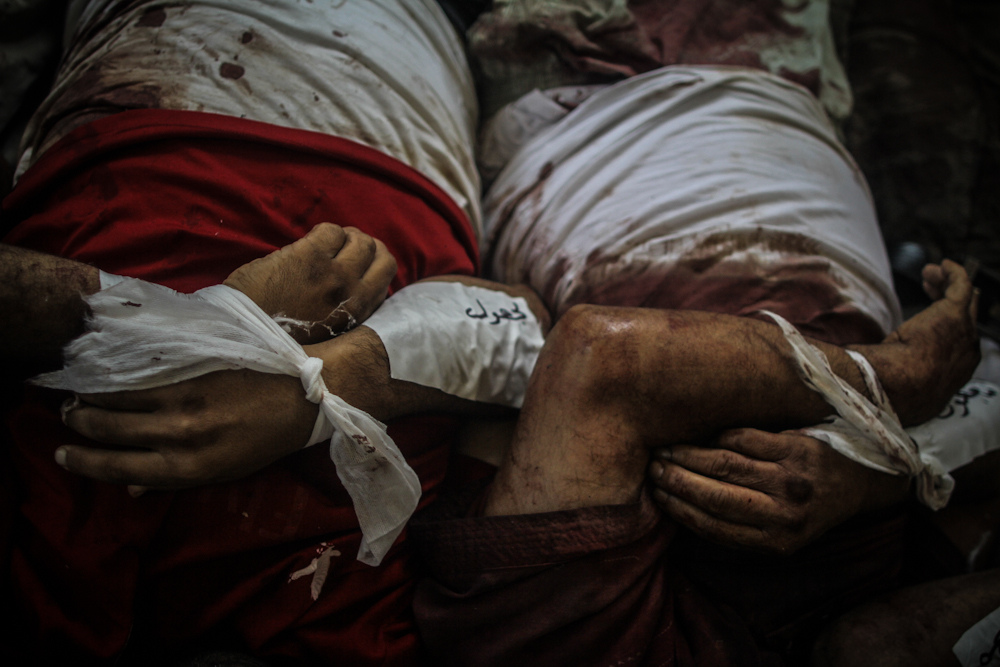
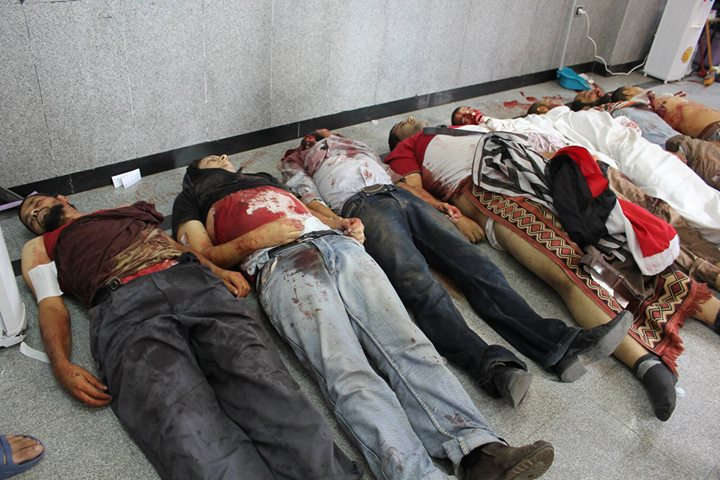
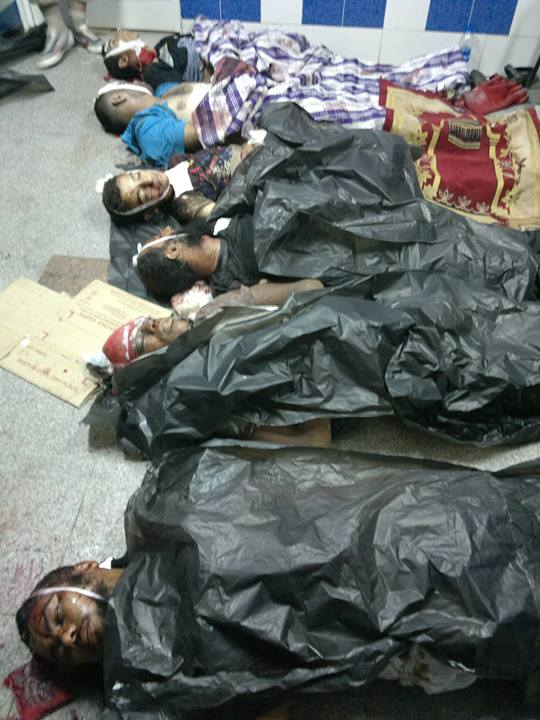
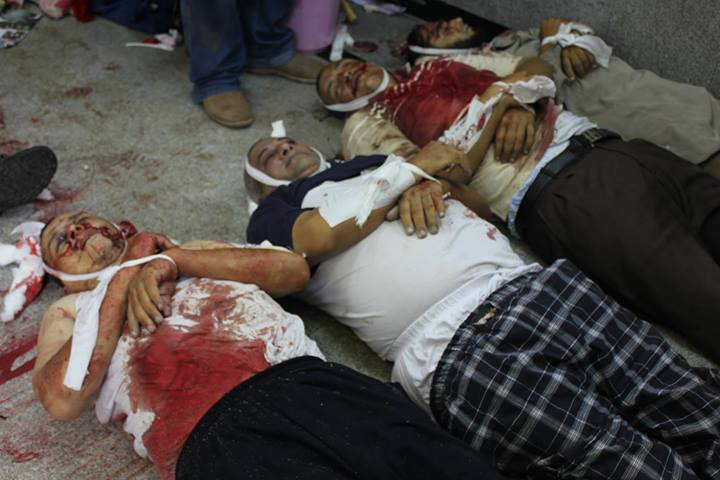
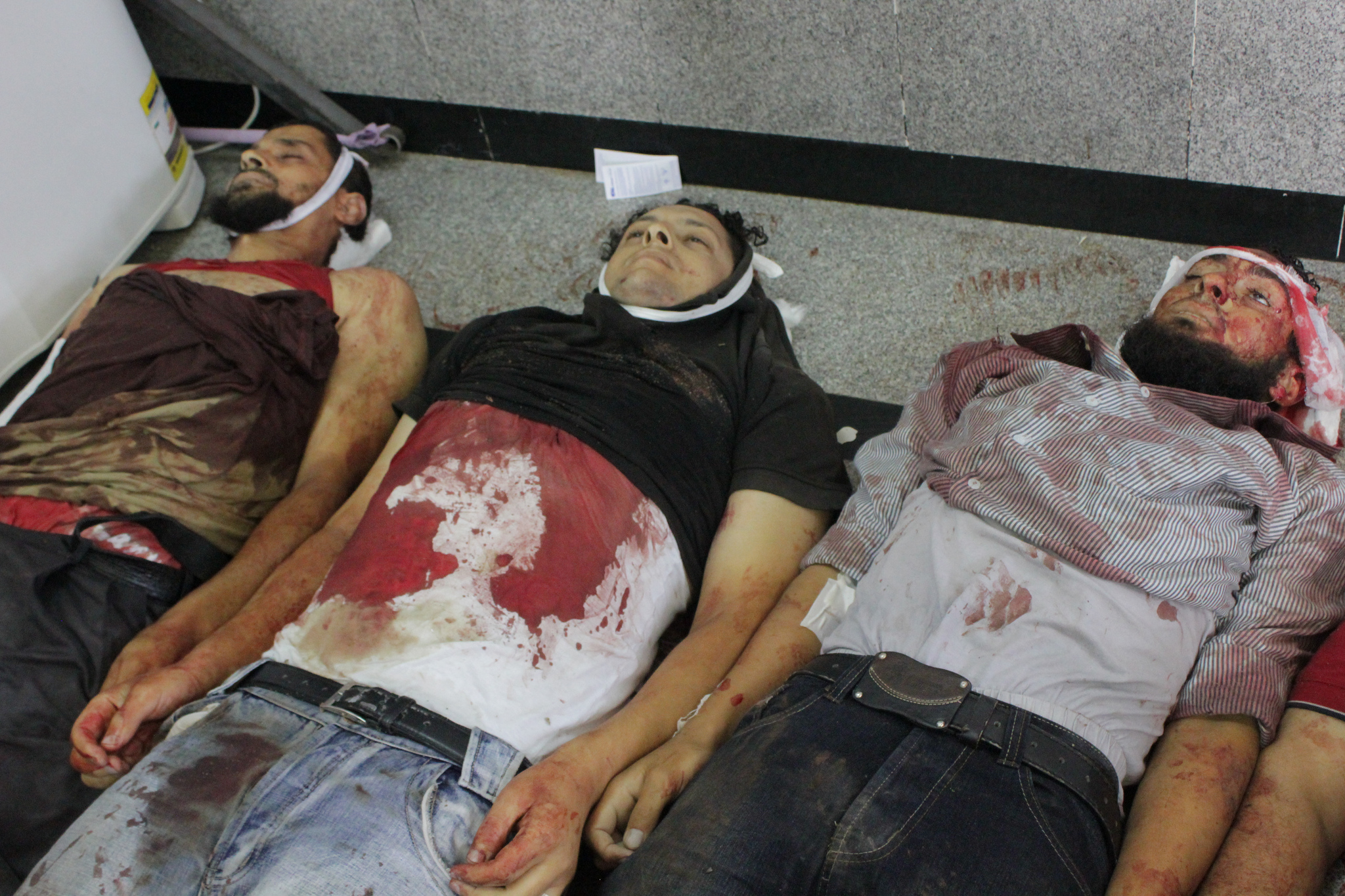
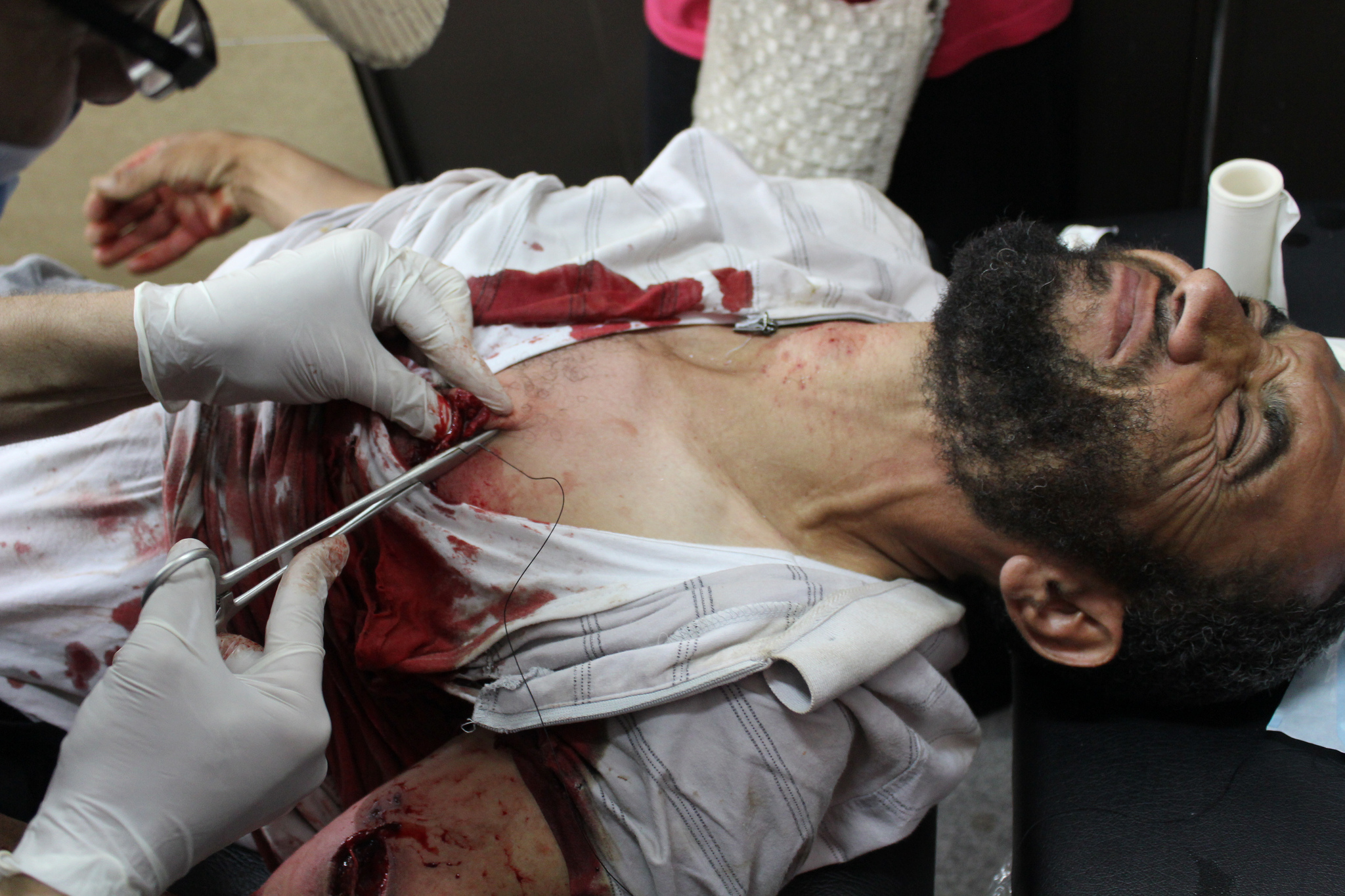
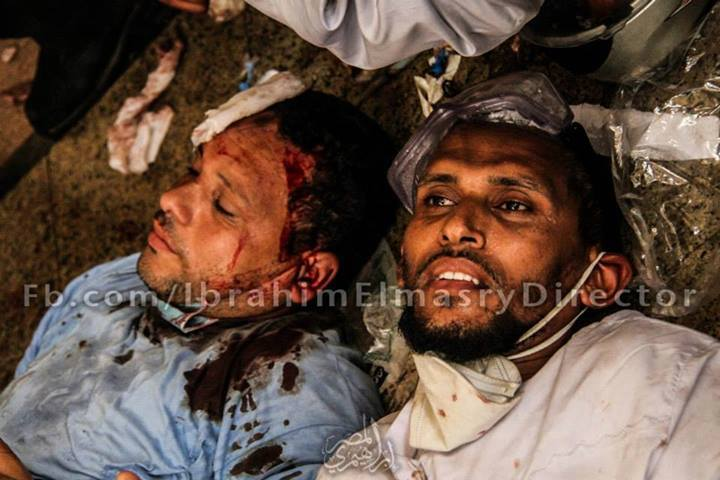
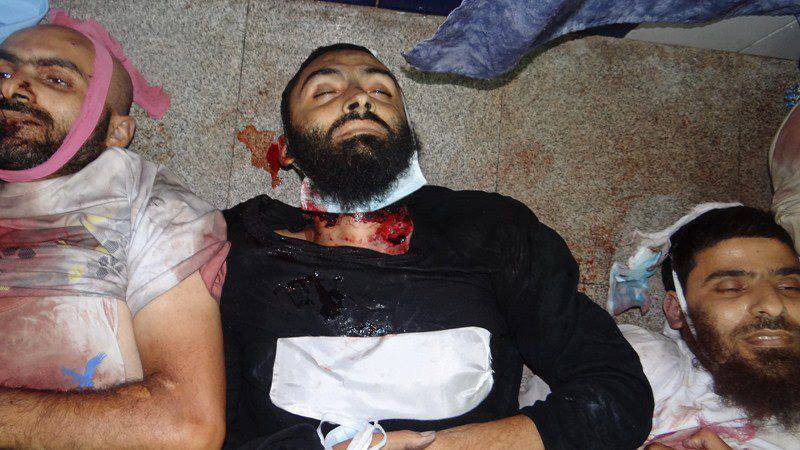
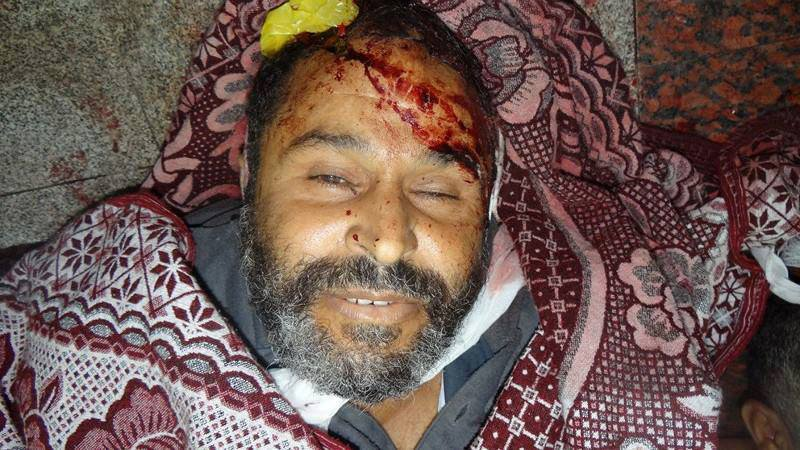
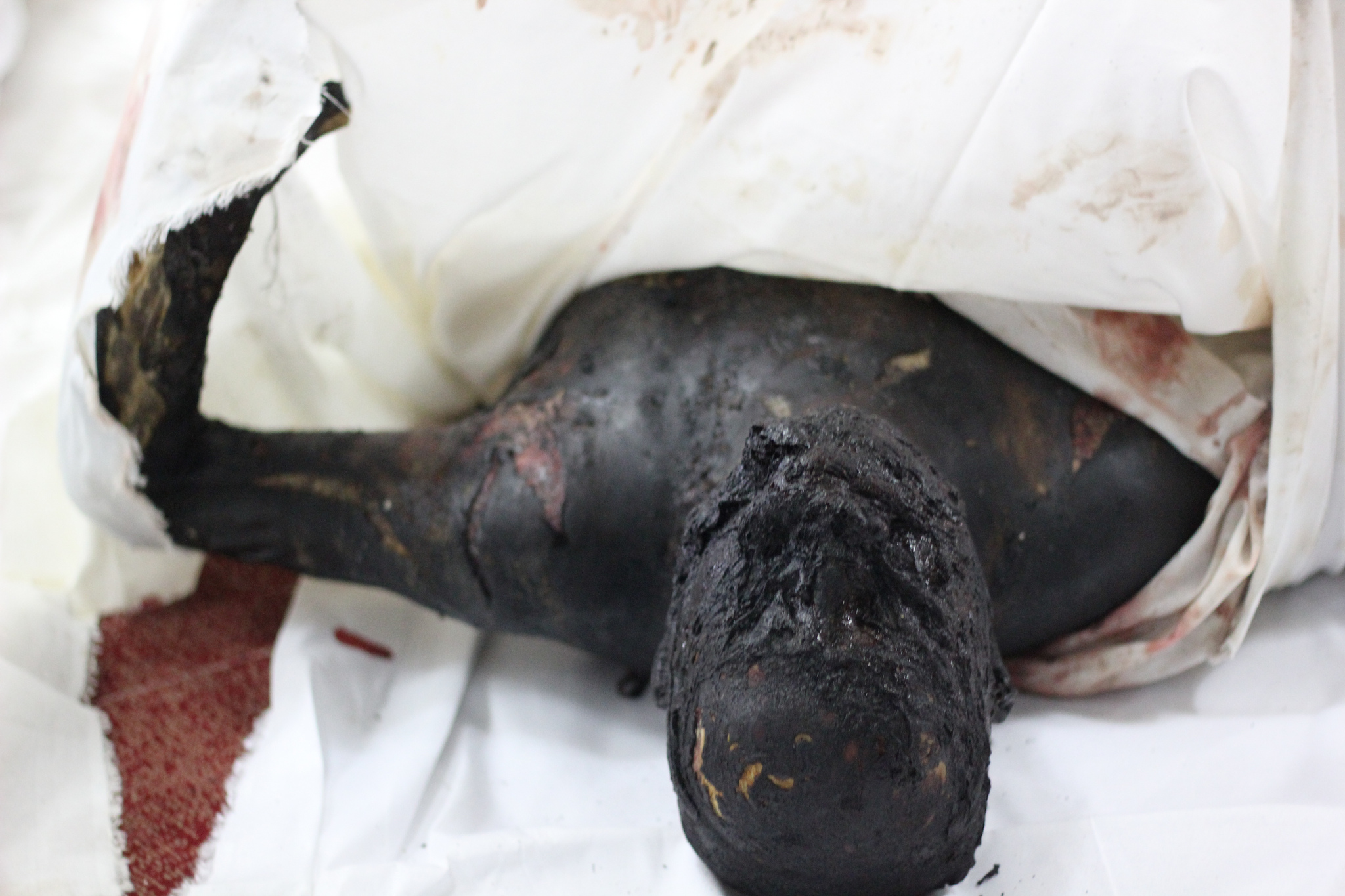

- ملف:Burned dead body in RABIA Massacre.jpg